# Coenobita brevimanus
Coenobita brevimanus is een op land levende heremietkreeft die voorkomt aan de kust van Oost-Afrika.